# Bergl (Gemeinde Dorfgastein)
Bergl ist eine Streusiedlung und eine Ortschaft in der Gemeinde Dorfgastein im österreichischen Bundesland Salzburg.

## Geografie
Die Ortschaft Bergl umfasst 19 Adressen (Stand: 1. April 2020) und hat 58 Einwohner (Stand: 1. Jänner 2025). Sie gehört zur Katastralgemeinde Klammstein. Bergl liegt oberhalb des Zentrums von Dorfgastein. Südlich der Streusiedlung fließt der Mayerhofbach, nördlich davon der Kranzlgraben. Beide sind Nebenbäche der Gasteiner Ache.

## Geschichte
Im von 1823 bis 1830 erstellten Franziszeischen Kataster sind in der Gegend der Streusiedlung die Höfe Grub, Hartlberg und Mittern verzeichnet.

## Kultur und Sehenswürdigkeiten

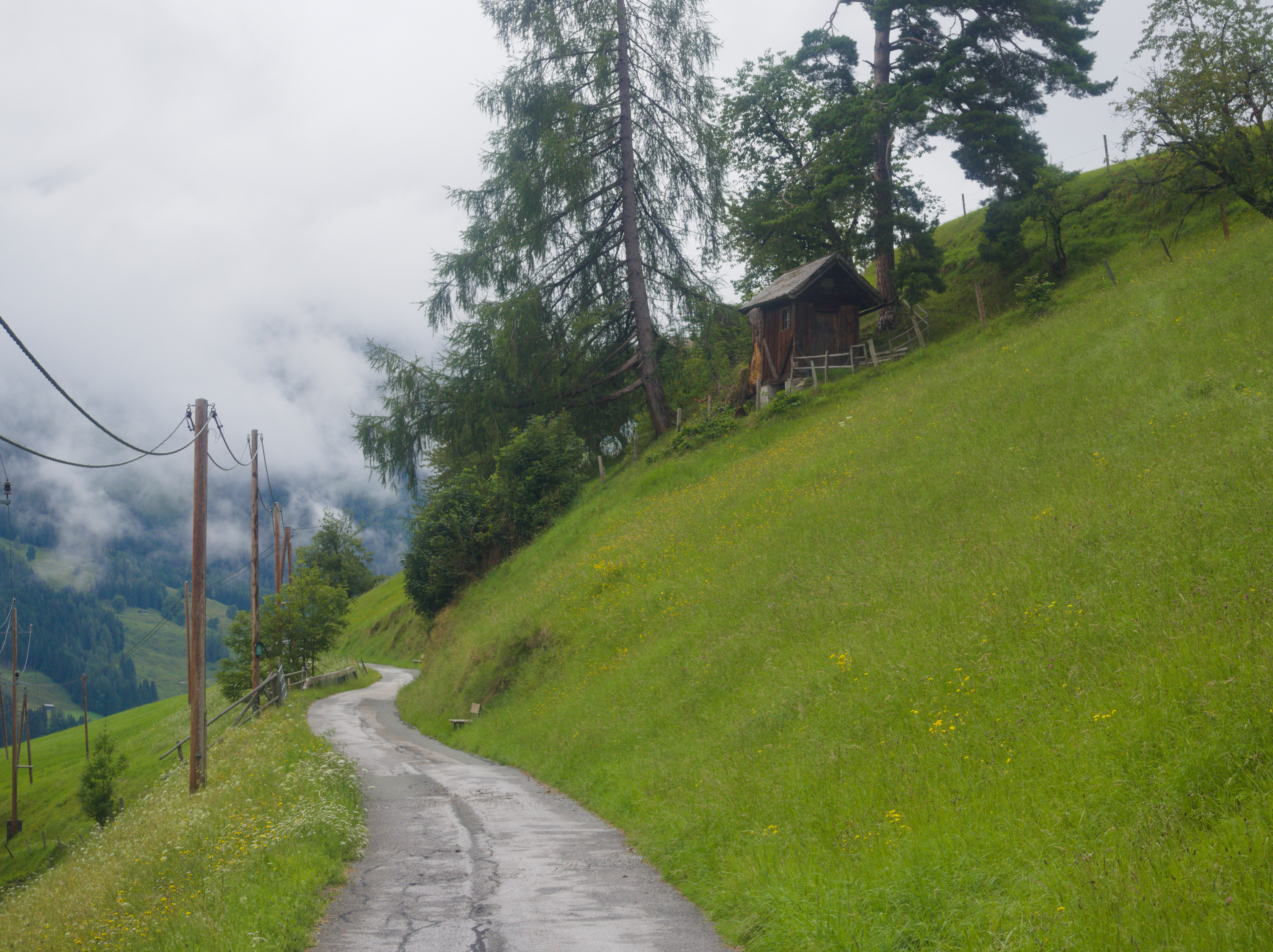
Die Sebastianskapelle von Bergl

Zu den bemerkenswerten Gehöften in Bergl zählen der Hauserbauer, der Lenzbauer, der um 1700 erbaute Paulbauer und der etwas abseits gelegene Mitterer. Die unterhalb des Mitterer-Guts stehende Sebastianskapelle wurde aus Holz errichtet. Im Inneren befinden sich ein Altar mit einer Statue des Heiligen Sebastian aus dem 19. Jahrhundert und eine Reihe gedruckter Andachtsbilder.
Zu den in Bergl aktiven zahlreichen Krampus-Gruppen („Passen“) des Gasteinertals gehören der 1997 gegründete Lodininger-Pass, der 2005 gegründete Feuerwehr-Pass und der 2009 gegründete Herreiter-Pass.

## Wirtschaft und Infrastruktur
Das Berghotel Hauserbauer im Ortszentrum wurde 1959 als Jausenstation eröffnet und 1990 zu einem Vier-Sterne-Hotel erweitert. Durch Bergl verläuft die schwere Mountainbikestrecke Fulseck.